# XIV Legislatura Espanyola
La XIV legislatura d'Espanya va començar el 3 de desembre de 2019, quan, després de la celebració de les eleccions generals del 10 de novembre, es van constituir les Corts Generals, i es va acabar el 30 de maig de 2023, amb la seva dissolució. El Partit Socialista Obrer Espanyol havia obtingut majories simples al Congrés dels Diputats i al Senat. El rei Felip VI va proposar la candidatura de Pedro Sánchez, que el 7 de gener de 2020, després de gairebé dos mesos de negociacions, va ser investit president del Govern en segona votació gràcies al vot favorable del PSOE, Unides Podem, el Partit Nacionalista Basc, Més País, el Bloc Nacionalista Gallec, Terol Existeix i Nova Canàries, així com l'abstenció d'Esquerra Republicana de Catalunya i EH Bildu.

## Sessió constitutiva de les Corts
El Congrés i el Senat es van constituir a les deu del matí de dimarts 3 de desembre de 2019. Aquell mateix dia també es van designar els membres de les meses d'ambdues cambres. Pel que fa al Congrés, hi va haver discrepàncies entre els cinc principals grups de la cambra sobre el repartiment de seients a la mesa. El PSOE va proposar la barcelonina Meritxell Batet, el PP Ana Pastor i Vox Macarena Olona. A la primera votació, on calia majoria absoluta, cap candidata no va aconseguir prou suport, ja que Meritxell Batet va obtenir 167 vots, Ana Pastor 91 i Macarena Olona 52, als quals cal sumar 11 vots en blanc, 28 vots nuls i una absència de JxCAT. Després de la segona votació, on només calia majoria simple, Meritxell Batet, del PSC, va ser escollida presidenta del Congrés per 166 vots, amb el suport principal del seu partit (PSOE), Unides Podem, Més País, el PNB, Compromís, el PRC, CCa, NCa i Terol Existeix, davant dels 140 vots d'Ana Pastor, 11 vots en blanc i 29 vots nuls.
Al Senat el PSOE va proposar la jutgessa Pilar Llop i el PP l'expresident Pío García-Escudero. En la primera votació Pilar Llop va aconseguir 132 vots, quedant doncs a un sol vot de la majoria absoluta, mentre que Pío García-Escudero en va obtenir 107; a més, es van comptar 8 vots en blanc i 15 vots nuls, d'ERC i EH Bildu. Després de la segona votació, on només calia majoria simple, Pilar Llop, del PSOE, va ser elegida presidenta del Senat per 130 vots davant dels 109 de Pío García-Escudero, 8 vots en blanc i 16 vots nuls.

## Investidura
Immediatament després de les eleccions, el PSOE va descartar en rodó la idea de formar una gran coalició amb el PP per tal de posar fi al bloqueig polític. El 12 de novembre, quaranta-vuit hores després de les eleccions, el PSOE i el grup confederal d'Unides Podem, En Comú Podem i Galícia en Comú van anunciar un acord previ per a un govern de coalició. Si Pedro Sánchez aconseguia ser investit president amb aquest pacte, seria el primer govern de coalició d’ençà de la restauració de la monarquia. Després de la reculada en escons soferta en els comicis, aquesta aliança necessitava el suport parlamentari d'altres partits, principalment regionalistes i de les nacionalitats històriques, o bé l'acord amb Ciutadans. Després de l'anunci del preacord i en compliment dels estatuts dels respectius partits, els socialistes (PSOE i PSC) i Unides Podem (Podem, Esquerra Unida) van posar en mans de la seva militància la valoració del preacord i l'aprovació del govern de coalició. Tots quatre partits van donar una majoria aclaparadora a favor de l'acord.

## Activitat legislativa
Durant aquesta legislatura hi va haver una intensa activitat legislativa. Algunes de les lleis més destacades que es van aprovar són les següents.

### ERTO
Una de les primeres mesures va servir per a facilitar els expedients de regulació temporal d’ocupació durant la pandèmia de COVID-19, que havia esclatat poc després que es constituís el Govern. Amb aquest instrument les empreses que van haver d’aturar l’activitat no van haver d’acomiadar la plantilla. Les empreses havien de pagar una part de la cotització dels seus empleats, mentre que l’Estat abonava el subsidi d’atur als treballadors. Només Vox i la CUP hi van votar en contra. La mesura va tenir molt d’èxit (a l’abril de 2020 se’n beneficiaven 3,5 milions de treballadors) i es va prorrogar, amb modificacions, set vegades.

### Reforma laboral
Tot i que els partits del Govern s’havien compromès a derogar la reforma laboral efectuada pel PP l’any 2012, finalment només se’n va fer una modificació parcial amb l’objectiu de reduir la temporalitat, ja que només contempla contracte indefinits i contractes temporals per motius de formació o bé per a substituir un altre treballador o a conseqüència d'un canvi en el volum de producció. A més, s’introduïa la figura del “fix discontinu”, que va rebre fortes crítiques perquè emmascararia una part de l’atur. Diversos socis del Govern hi van votar en contra per considerar que la reforma no era prou ambiciosa (ERC, PNB i Bildu), però el Govern va aconseguir tirar-la endavant gràcies als vots de Ciutadans, UPN i el vot erroni d’un diputat del PP.

### La revalorització de les pensions
L’any 2021 el Congrés va aprovar amb els vots del PSOE, Podem i els partits catalans, llevat de la CUP, una llei que obliga el Govern a revaloritzar les pensions anualment d’acord amb l’índex de preus de consum (IPC). A partir d’aquell moment, doncs, cada gener s’actualitzarien les pensions prenent com a base l’increment de l’IPC que es donés durant els dotze mesos anteriors al desembre precedent. La patronal es va mostrar contrària a aquesta mesura, tot i que simplement obliga per llei a fer el que ja s’havia acordat al Pacte de Toledo, signat tant per la patronal com pels sindicats.

### Ingrés mínim vital
Amb la Llei 19/2021 es va regular una prestació que garantiria una renda mínima a qualsevol ciutadà exposat a pobresa i exclusió social. L'any 2023 aquesta prestació, que va a càrrec de la Seguretat Social i és compatible amb ingressos per feina, garantia un ingrés d’entre 565,37 € per a un adult que visqués sol a 1.243,74 € per a una família de cinc membres.

### Topall al preu del gas
L’any 2022 es va disparar el cost de l’energia per les conseqüències de la pandèmia i, en part, la guerra a Ucraïna. L'increment en el preu de l’electricitat es devia sobretot a l’augment del preu del gas. Els governs espanyol i portuguès van pactar amb la Comissió Europea un topall excepcional al preu del gas destinat a generar electricitat. Aquesta mesura, prèviament avalada per Brussel·les, va rebre el suport de tots els partits del Congrés, llevat de Fòrum Astúries i Nova Canàries, mentre que el PP i Vox es van abstenir.

### "Llei del només sí és sí"
Una de les lleis més controvertides de la legislatura va ser, sens dubte, la Llei de garantia integral de la llibertat sexual, més coneguda com a “Llei del consentiment” o “Llei del només sí és sí”. També va ser motiu d’agres discussions al si de la coalició de govern. La seva principal novetat era que situava el consentiment de la víctima al centre del tipus delictiu d’agressió sexual. Alhora, aquesta llei eliminava la categoria d’abús sexual, que tenia penes més baixes, mentre que obria la forquilla de penes de l’agressió sexual. Aquest fet va motivar la revisió de penes de centenars de presos que havien estat condemnats per abús i que ara es podien beneficiar de reduccions de penes: el juny de 2023 ja es comptaven 1.127 reduccions de condemna, de les quals 115 havien donat peu a excarceracions. Tot i que la gradació de penes havia estat dissenyada pel Ministeri de Justícia i no el d’Igualtat, molts de mitjans van situar la ministra Irene Montero, responsable d’aquesta última cartera, al centre de la polèmica mediàtica. L’alarma social va moure el PSOE a negociar amb el PP un subtipus agreujat d’agressió sexual amb penes més altes, però que requeria l'existència de violència o intimidació. A ulls de Podem i d'altres partits progressistes, això implicava desvirtuar la llei, i la modificació es va acabar aprovant enmig d’una gran polèmica, amb els vots a favor de PSOE, PP, Ciutadans i PDeCat (entre d'altres), els vots en contra de Podem, ERC i CUP (entre d'altres), l’abstenció de Junts i l’absència de Vox.

### Memòria democràtica
Una de les lleis més difícils d’aprovar va ser la Llei de memòria democràtica, que pretenia aprofundir la de memòria històrica aprovada l’any 2007. La nova llei disposava que l’Estat seria l’encarregat de cercar les prop de 114.000 persones que van desaparèixer durant la guerra i la dictadura i que es crearia un banc genètic i un cens estatal de víctimes. Declarava, a més, que el règim franquista havia estat il·legal, anul·lant les condemnes dels tribunals feixistes, i fixava sancions per l’exaltament del franquisme. També disposava el canvi de nom del Valle de los Caídos, que passava a anomenar-se Valle de Cuelgamuros. Els partits d’esquerres i alguns altres esperaven que la llei anés més enllà i derogués l'amnistia de 1977; per aquest motiu, Junts i la CUP hi van votar en contra i ERC i el BNG es van abstenir.

### Impostos a la banca i les companyies energètiques
La inflació provocada per la pandèmia i agreujada per la invasió russa d’Ucraïna van generar uns beneficis extraordinaris a les entitats financeres i les companyies energètiques espanyoles. Després de moltes negociacions, el Congrés va aprovar nous gravàmens temporals i extraordinaris per als exercicis 2022 i 2023, xifrats en un 4,8% sobre els interessos i comissions dels bancs amb ingressos superiors als 800 milions d'euros i en un 1,2 % sobre les vendes totals de les energètiques que facturessin més de 1.000 milions d’euros anuals. La llei també preveia sancions importants per a les empreses que traslladessin aquests impostos als clients.

### “Llei trans” i de l’avortament
Una altra iniciativa legislativa molt controvertida va ser la modificació de la Llei de salut sexual i reproductiva, impulsada des del Ministeri d’Igualtat —tal com l’anomenada “Llei del només sí és sí”—, amb l’objectiu d’ampliar els drets del col·lectiu LGBTIQ+, especialment de les persones trans, i ampliar el dret a l’avortament. Pel que fa als drets trans, la llei reconeixia l'autodeterminació de gènere, és a dir, que amb la voluntat de la persona n’hi hauria prou per a procedir al canvi de sexe registral. Quant a la interrupció de l’embaràs, es reconeixia el dret de les dones d’entre setze i divuit anys a avortar sense permís dels tutors legals.
La llei es va aprovar amb els vots dels partits de Govern, amb el suport d'ERC, el PDeCAT i la CUP i l'abstenció de Junts; amb tot, el reconeixement de l’autodeterminació de gènere va ser fortament criticat tant pels partits conservadors com pel sector transexcloent del PSOE (encapçalat per Carmen Calvo, vicepresidenta del Govern), amb l'argument que la noció de dona perdia sentit des del moment que qualsevol persona se’n pogués declarar sense cap requisit. Aquest mateix sector va criticar que els menors també poguessin sol·licitar, sota certes condicions, el canvi de gènere. Pel que fa a aquest punt, la llei establia que els menors de dotze anys només podrien sol·licitar el canvi de nom al DNI, dels dotze als catorze anys podrien demanar el canvi de gènere amb autorització judicial, dels catorze als setze amb autorització dels tutors legals i a partir del setze sense cap autorització.

### Regulació del lloguer
Un acord amb Bildu i ERC va permetre l’aprovació de la primera normativa reguladora del lloguer d’àmbit estatal. Aquesta llei limitava l’augment en els preus del lloguer quan es prorrogués el contracte (no en la signatura de nous contractes) un 2% durant el 2032 i un 3% durant el 2024. També establia que anirien a càrrec del propietari les despeses vinculades a la gestió immobiliària i a la formalització del contracte. Junts, el PDeCAT i la CUP van votar en contra d’aquesta llei perquè vulnerava les competències estatutàries de Catalunya i perquè era molt menys ambiciosa que la llei catalana, parcialment anul·lada pel Tribunal Constitucional (en resposta a un recurs presentat pel PP), que també havia tombat el decret antidesnonaments català que prohibia als grans tenidors executar desnonaments sense oferir cap alternativa.
El govern de l'estat, per fer front als efectes de la pandèmia de COVID-19 va emetre en març de 2020 el Reial Decret-ley 11/2020 que suposava la suspensió dels procediments de desahuci i de llançament per a llars vulnerables sense alternativa habitacional.

### Reforma universitària
La Llei d’organització del sistema universitari (LOSU) també va constituir una invasió de competències autonòmiques. A més, la gran oposició a les primeres propostes del Ministeri d’Universitats va forçar la dimissió del seu titular, Manuel Castells, si bé oficialment va adduir raons de salut. Aquesta norma es va aprovar amb la voluntat de reduir la temporalitat convertint els professors associats en treballadors fixos, fomentar la internacionalització del cos docent i augmentar el finançament del sistema universitari. La reducció de la dedicació màxima dels professors associats i la introducció de la figura del professor substitut van ser fortament criticades, perquè s’hi veien dues maneres de perpetuar la precarització del professorat; també se’n va criticar el calendari d’aplicació i que no qüestionessin les ingerències del món empresarial i, en part, del polític a través dels consells socials.

### Centralització i discriminació contra el català
Durant la XIV legislatura espanyola es van produir diverses invasions de competències (com les esmentades en matèria d’habitatge i d’universitats), però també es van aprovar altres mesures que reduïen les atribucions autonòmiques de Catalunya, com ara l’intent de subordinar el cos de bombers català al control del Govern espanyol mitjançant una llei pactada entre Podem, PSOE, PP, Vox i Ciutadans.
Més enllà de les normes centralitzadores, cal destacar la gran quantitat de lleis discriminatòries envers la població catalanoparlant. La Plataforma per la Llengua va documentar més d’un centenar de normatives d’àmbit estatal aprovades durant el 2020 i el 2021 que o bé perpetuaven la supremacia de la llengua castellana fixada a la Constitució o bé introduïen noves mesures discriminatòries contra els catalanoparlants.
Una regulació molt criticada fou la Llei general de comunicació audiovisual, perquè no garantia un augment real de l’oferta en català. La llei establia una oferta mínima del 51% en castellà o qualsevol altra llengua oficial de l’estat per a les televisions tradicionals; amb tot, com que la normativa no fixava cap proporció entre les diferents llengües, a la pràctica no establia cap quota mínima per al català. Pel que fa a les plataformes en línia, establia una oferta en castellà mínima del 9% i una oferta mínima del 6% en qualsevol altra llengua oficial de l’estat; de nou, com que tampoc no s’establia cap proporció entre les diferents llengües, a la pràctica no hi havia cap quota mínima per al català. A més, la regulació de les plataformes digitals només concernia les empreses establertes a Espanya, de manera que no afectava les plataformes principals (Netflix, HBO i Amazon Prime). D’altra banda, aquesta llei envaïa de nou les competències catalanes i valencianes en matèria audiovisual.

### Lleis pendents
Abans de les eleccions de novembre de 2019, el PSOE s’havia compromès a derogar la “Llei mordassa” i la reforma laboral impulsada per Mariano Rajoy. Un cop al Govern, però, Pedro Sánchez se’n va desentendre i va bloquejar els intents de derogar totes dues lleis, apostant en canvi per reformes parcials d’ambdues normes.
A banda d’aquests incompliments, la convocatòria anticipada de les eleccions generals de juliol de 2023 va deixar en suspens algunes iniciatives legislatives més, com ara la Llei de famílies, que havia d’introduir nous permisos remunerats, la Llei del malbaratament, la Llei del mecenatge, la Llei d’ensenyances artístiques, la Llei de bombers forestals, la Llei de funció pública, la Llei de mobilitat sostenible, entre altres normes.

## Activitat executiva

### Política interior
L'any 2021 el Govern espanyol va indultar nou líders independentistes empresonats pels fets que havien conduït a la Declaració d'Independència de Catalunya l'octubre de 2017: Carme Forcadell, Oriol Junqueras, Josep Rull, Jordi Sànchez, Jordi Cuixart, Dolors Bassa, Joaquim Forn, Jordi Turull i Raül Romeva. Això no va impedir que continués la persecució contra els polítics exiliats, com tampoc no va cessar a Catalunya la persecució contra l'independentisme, que el Govern espanyol havia classificat com a activitat terrorista. En el marc d'aquestes operacions es van espiar una quarantena de persones vinculades al moviment: membres de la CUP, Endavant, Alerta Solidària, el SEPC i els CDR. L'espionatge, avalat per diferents jutges, havia començat amb el ministre Juan Ignacio Zoido i va continuar amb Fernando Grande-Marlaska. Per a espiar els independentistes es van fer servir, entre d'altres recursos, programes maliciosos com ara Pegasus. Un informe del Parlament Europeu va confirmar l'autoria espanyola d'aquests espionatges i va criticar el Govern per no investigar l'assumpte seriosament.
Durant la legislatura es van revelar diferents casos d'infiltracions als moviments socials i independentista per part d'agents de la Policia espanyola. En alguns d'aquests casos, els agents encoberts van arribar a mantenir relacions amoroses de diversos anys amb membres del moviment. Des del punt de vista del Govern espanyol, aquesta persecució s'emmarcava en la lluita contra el terrorisme, tot i que un informe de Nacions Unides havia condemnat que es classifiqués així l'independentisme català.

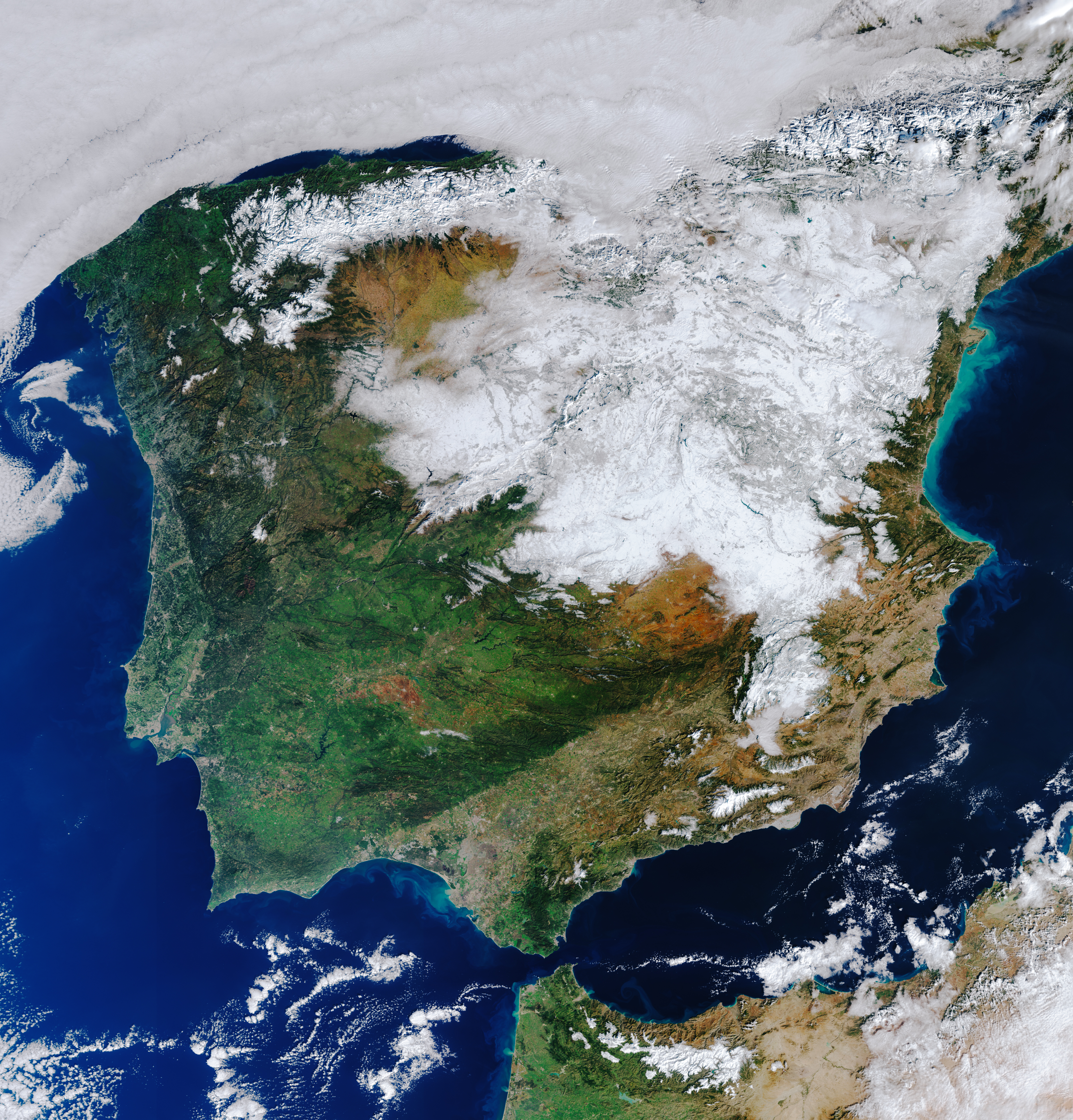
Imatge presa pel satèl·lit Copernicus Sentinel-3 dels efectes de la Borrasca Filomena

El 19 de gener de 2021 el govern de l'estat per fer front als efectes de la Borrasca Filomena va aprovar la declaració de Zona afectada greument per una emergència en Andalusia, Madrid, Castella-la Manxa, Madrid, Castella i Lleó , Astúries, Aragó, La Rioja i Navarra, contemplant ajuts exempts del pagament de l'IRPF en la reparació de danys en habitatges, negocis o instal·lacions públiques perquè la recuperació no pateixi demores, i ajuts per mort o incapacitat.

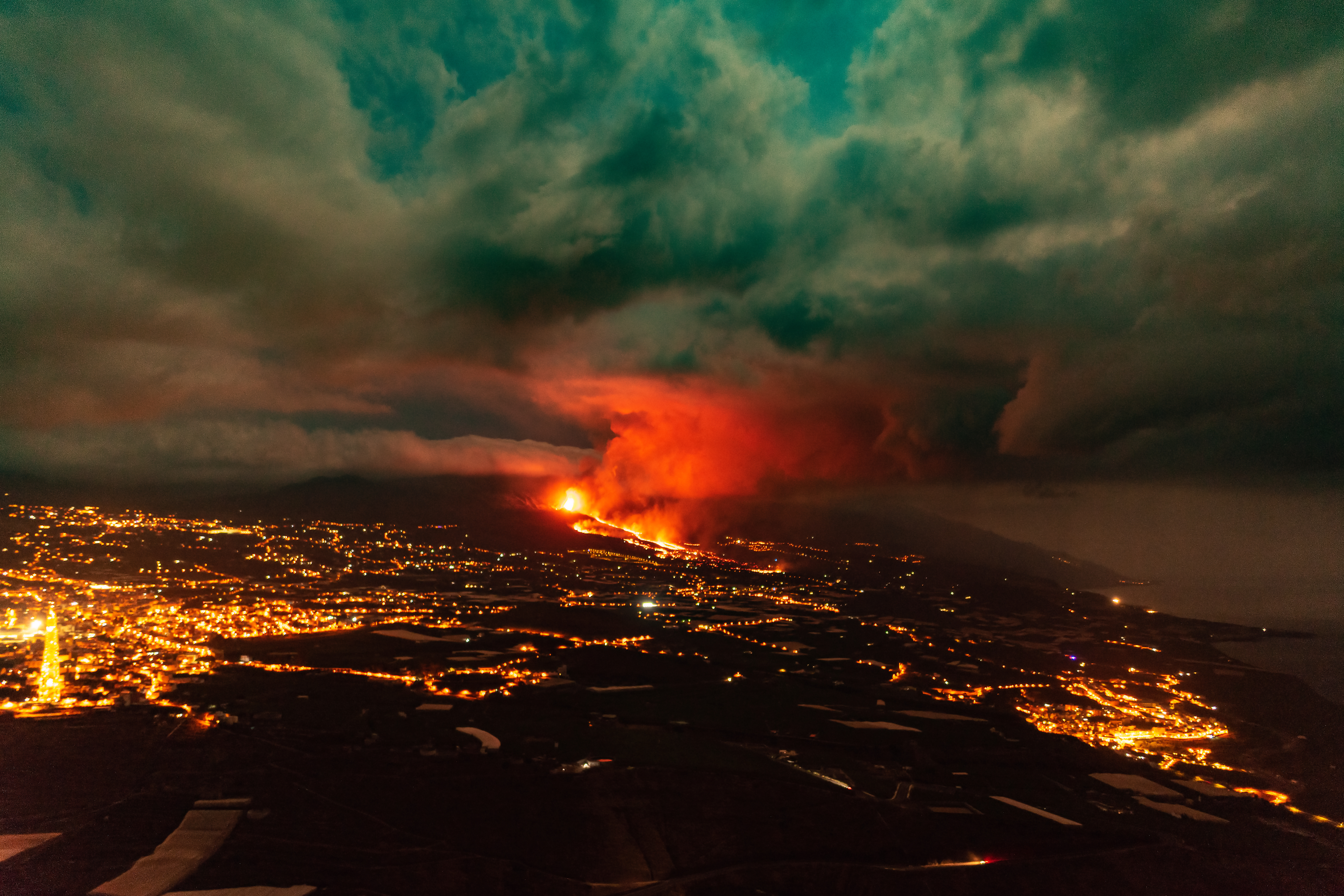
Erupció volcànica de La Palma de 2021

El 28 de setembre de 2021 el Consell de Ministres per fer front a l'Erupció volcànica de La Palma va declarar Zona afectada greument per una emergència a l'illa aprovant els un primer paquet d'ajuts de 10,5 milions d'euros per la compra de 107 habitatges, mobles i electrodomèstics per als afectats, i el 5 d'octubre  es va aprovar un pla d'ajuda de 206 milions d'euros destinat a la reconstrucció d'infraestructures i al foment de l'ocupació de 63 milions d'euros.

### Política exterior i migratòria
Durant aquesta legislatura el president del Govern va tractar la immigració com un assumpte europeu: va mostrar la seva solidaritat amb el Govern alemany, que l’any 2015 havia assumit més d'un milió de demandants d'asil, i va arribar a un acord entre tots dos països perquè Espanya acollís immigrants arribats a Alemanya a través de l'estat espanyol.
Les relacions amb Itàlia, en canvi, al principi van ser més tenses. Sánchez va afirmar en una entrevista que «l'unilateralisme no és la resposta a la crisi migratòria», en clara al·lusió a la iniciativa del Govern italià de tancar els ports, i va continuar dient que «encara que la retòrica incendiària d'alguns líders italians sigui eficaç en termes electorals, des del punt de vista de respondre efectivament a una crisi humanitària com la que estem veient a la Mediterrània i a la costa italiana, no és la resposta». Malgrat aquestes tensions inicials, l’any 2023 Sánchez i la ultradretana Giorgia Meloni van acostar posicions i van acordar exigir més solidaritat a la Unió Europea a l’hora de "repartir-se" els refugiats que arribessin al continent.
Pel que fa al Marroc, les relacions entre Espanya i el país alauita es van deteriorar molt l'any 2021 amb l'entrada a l'estat espanyol del líder del Front Polisario, Brahim Gali, per a ser tractat per COVID-19 en un hospital de Logronyo «per raons humanitàries», sobretot quan es va saber que havia entrat de manera anònima i amb documentació falsa. L’assumpte va desencadenar el cessament de la ministra d'Afers Estrangers, Arancha González Laya, que en va haver de donar explicacions davant l'Audiència Nacional.
Arran de la crisi diplomàtica, el Marroc va retirar la seva ambaixadora a Espanya, que poc temps abans havia afirmat que «hi ha accions que tenen conseqüències i s'han d'assumir». A continuació el Marroc va aixecar els controls fronterers i va permetre que una gran quantitat de migrants arribessin a la ciutat de Ceuta. La ministra de Defensa, Margarita Robles, va qualificar de «xantatge» el que havia passat, mentre que el cap de l'executiu va assegurar que es faria «una devolució immediata de tothom que hagués entrat de forma irregular a Espanya». Així, en els dos dies següents a l'arribada dels migrants, el Govern va confirmar que havia tornat gairebé sis mil persones de les vuit mil que havien entrat, una mesura il·legal que va ser criticada per organitzacions en defensa dels drets humans.
Uns mesos després el rei marroquí, Mohammad VI, va anunciar en un discurs que desitjava «inaugurar una etapa inèdita» en les relacions entre tots dos països. En aquesta línia, el gener del 2022 Felip VI va instar el Marroc a «començar a materialitzar una nova relació amb Espanya». El 18 de març del 2022 es va fer pública una carta del president del Govern al rei del Marroc, així com un comunicat oficial del Govern espanyol, en què mostrava el seu suport al pla marroquí de convertir en una regió autònoma el Sàhara Occidental, un territori il·legalment annexat al país alauita, en comptes de celebrar-hi un referèndum d'independència tal com exigeixen les Nacions Unides i històricament havia defensat Espanya. Després d'aquests fets el Marroc va tornar a enviar la seva ambaixadora a Espanya i va controlar de nou els fluxos migratoris.
El canvi de posició respecte al Sàhara Occidental no va agradar gens a Algèria, principal aliat dels saharians: el Govern algerià va retirar el seu ambaixador a Madrid i alguns alts càrrecs del país van considerar que amb aquestes accions Espanya «havia traït per segona vegada els saharians», després de cedir el seu territori al Marroc i Mauritània l’any 1975.
El juny de 2022 el Govern algerià va suspendre de manera unilateral el tractat d'amistat amb Espanya i va ordenar la congelació del comerç exterior amb Espanya. Davant aquesta situació la Unió Europea va amenaçar Algèria amb «represàlies». Algèria va negar haver tallat el comerç amb Espanya i es va comprometre a garantir el subministrament de gas. Durant el 2023 les relacions es van mantenir estancades, si bé el president algerià va afirmar que aquestes estaven «congelades, però no cancel·lades».
Pel que fa a la migració a Espanya, el període de la XIV legislatura va ser el més tràgic de què es té constància pel que fa a les entrades irregulars per via marítima: el col·lectiu Caminando Fronteras va comptabilitzar 9.915 morts i desaparicions entre l’1 de gener de 2020 i el 30 de juny de 2023. Durant la mateixa legislatura es va produir la matança de Melilla, en què prop d’un centenar de migrants van ser morts per l’esforç combinat de les forces policials marroquines i espanyoles mentre intentaven travessar la tanca de la ciutat autònoma. El Govern de Pedro Sánchez va intentar amagar que els fets s’havien produït en territori espanyol i va felicitar els cossos policials per la seva actuació "extraordinària".

### Implicació en l’OTAN
La legislatura també va estar marcada per la continuïtat en les relacions amb l'Organització del Tractat de l'Atlàntic Nord (OTAN). El juliol del 2018 el president nord-americà, Donald Trump, havia exigit als socis de l'OTAN que augmentessin els seus pressupostos militars més enllà del 2% pactat. Pedro Sánchez es va comprometre llavors, igual que havia fet el seu antecessor al càrrec, a assolir el 2% del PIB en defensa l'any 2024. Així, a finals d'aquell any el Govern va endegar gran despesa militar: els pressupostos generals de l'Estat de 2021 i 2022 es van caracteritzar per importants increments en les partides destinades al Ministeri de Defensa. Tot i que la xifra oficial destinada a Defensa es trobava lluny de l'objectiu del 2%, si es comptaven el conjunt de recursos destinats a Defensa però atribuïts a altres partides la despesa total assolia amb escreix l'objectiu, arribant al 2,17% del PIB, la xifra més alta d'ençà de la restauració de la monarquia.
D'altra banda, l'any 2022 va esclatar un conflicte armat entre Rússia i Ucraïna per l'acostament d'aquesta darrera a la Unió Europea i a l'OTAN, cosa que a parer de la Federació Russa suposava una amenaça. Per això, el febrer de 2022 Rússia va envair Ucraïna sense declarar oficialment la guerra. Unes setmanes abans Espanya havia reforçat les posicions militars de l'OTAN a Bulgària i la mar Negra amb l'enviament de tropes, Eurofighters i vaixells de guerra davant l'augment de la tensió a la zona. El rebuig a la invasió va ser unànime entre la coalició, tot i que es va refusar d'enviar tropes a un país que no era membre de l'OTAN i es va optar per imposar sancions contra l’economia russa. Durant 2023 Espanya va continuar reforçant les capacitats militars d'Ucraïna i va lliurar deu unitats dels tancs Leopard 2A4 a Ucraïna.

### Salut
A conseqüència de la pandèmia de COVID-19, el 13 de març del 2020 el Consell de Ministres va aprovar el Reial decret 463/2020 per a declarar l'estat d'alarma a tot el territori espanyol, per un període de quinze dies, i va disposar que el Govern central en seria la autoritat competent a través de la presidència del Govern i dels ministeris de Defensa, de l'Interior, de Transports, Mobilitat i Agenda Urbana i de Sanitat. Mitjançant aquest decret va quedar limitada la lliure circulació, restringida a activitats de primera necessitat, desplaçaments a centres de treball i causes de força major. A més, van quedar suspeses les activitats d'hostaleria i restauració, totes les activitats educatives, culturals i esportives, les festes populars i les cerimònies civils i religioses; també es van restablir els controls fronterers. L’estat d’alarma es va prorrogar sis vegades.
El 25 d’octubre del mateix any es va declarar un segon estat d’alarma per a combatre la segona onada de la pandèmia. Aquest cop es va prorrogar una sola vegada, però per a sis mesos, fins al maig de 2021. Aquesta pròrroga tan extensa posteriorment va ser declarada il·legal pel Tribunal Constitucional, que va considerar que amb aquella mesura el Govern pretenia eludir el control que n’han d’exercir les Corts.

### Economia
Durant aquesta legislatura Espanya va patir les conseqüències de l’aturada econòmica provocada pel confinament durant la pandèmia de COVID-19. Les economies mundials van patir enormes recessions a causa de les restriccions de mobilitat imposades pels governs en un intent per reduir la transmissió de la malaltia. L’impacte econòmic es va intentar compensar mitjançant la injecció de despesa pública, destacant els paquets econòmics de més de tres bilions de dòlars als Estats Units o els implementats pels diferents governs europeus. En el cas espanyol, el Govern va dissenyar un paquet econòmic valorat en 200.000 milions d'euros, amb fons tant públics com privats. Arreu d'Europa es van aprovar plans similars, així com un pla col·lectiu anomenat Next Generation, valorat en 750.000 milions d'euros. D'aquesta quantitat a Espanya se li van assignar 140.000 milions, dels quals 70.000 eren a fons perdut i els altres 70.000 en forma de préstec. Tot i que el 2020 el Govern havia dit que només demanaria la primera quantitat, el 2022 la vicepresidenta econòmica va confirmar que finalment sol·licitarien tot l’import. Fonts properes a l’independentisme català van denunciar les maniobres del Govern de coalició amb el PP i Vox per tal d’excloure la Generalitat de Catalunya de la cogestió dels fons.

## Activitat judicial
Quan va començar la legislatura hi havia diversos òrgans constitucionals que es trobaven caducats o el mandat dels quals estava a punt d'expirar: el Consell General del Poder Judicial (CGPJ), així com part dels magistrats del Tribunal Constitucional i el Tribunal de Comptes, entre d'altres. Finalment, l'octubre del 2021 el PSOE, el PP i Podem van arribar un acord que excloïa totes les altres formacions polítiques per a renovar tots els òrgans excepte el CGPJ, ja que el Partit Popular exigia una reforma de la Llei orgànica del Poder Judicial per a donar més poder als jutges mateixos en l'elecció dels seus òrgans de govern, cosa que el PSOE rebutjava. L'acord es va materialitzar al ple del Congrés de l'11 de novembre de 2021, ja que tots els candidats van assolir la majoria necessària de tres cinquenes parts de la cambra.

## Mocions de censura
Durant aquesta legislatura es van presentar dues mocions de censura contra el president del Govern, Pedro Sánchez. Totes dues van ser impulsades pel grup parlamentari de Vox i totes dues van ser rebutjades. El 29 de setembre de 2020 Vox va registrar la primera moció de censura amb Santiago Abascal com a candidat. La moció, que va ser debatuda i votada els dies 21 i 22 d'octubre: va ser rebutjada amb 298 vots en contra i 52 Vots a favor.
El 9 de desembre de 2022 Abascal va anunciar que Vox presentaria una segona moció de censura contra el president del Govern i que aquesta vegada seria encapçalada per un candidat “neutral”. Finalment, el 22 de febrer de 2023 es va anunciar que Ramón Tamames, economista i exdirigent del PCE i CDS, encapçalaria aquesta moció. La moció va ser debatuda i votada els dies 21 i 22 de març i va ser rebutjada per 201 vots en contra, 53 a favor i 91 abstencions. Va ser la sisena moció de censura de la democràcia i la cinquena a fracassar.

## Atacs amb cartes bombes a Espanya de 2022
Els dies 24 i 30 de novembre i l'1 de desembre del 2022 es van enviar sis cartes bombes a diverses autoritats i empreses localitzades a Espanya deixant un balanç d'un ferit lleu. Pompeyo González Pascual fou condemnat pels fets a un total de 18 anys de presó, deu per un delicte de terrorisme i a vuit anys per delicte de fabricació, tinença, col·locació i ús d'explosius, inflamables o incendiaris amb finalitat terrorista.

## Fi de la legislatura
El 29 de maig de 2023 el cap de Govern, Pedro Sánchez, va anunciar que havia comunicat al rei Felip la seva voluntat de dissoldre les Corts Generals i convocar eleccions anticipades el 23 de juliol. Aquest anunci es va produir l'endemà de les eleccions municipals i autonòmiques, en què es va constatar una gran victòria de les formacions nacionalconservadores i de l'extrem adreta. Els comicis van comportar que el PSOE perdés la majoria dels governs regionals així com la batllia de les principals ciutats de l'estat espanyol.